# Vormärz
Vormärz (før-marts) er betegnelsen for den periode, der leder op til den mislykkede martsrevolution i Tyskland. Det var en periode med politistat og stærk censur. Censuren indførtes med fyrst Metternichs Karlsbadbeslutning i 1819. Med beslutningen blev pressefriheden indskrænket, og ideerne om oplysning blev undertrykt. Da den mentalt handicappede Ferdinand I overtog herredømmet i 1835, blev det muligt for Metternich at styre de interne og eksterne affærer for riget. Nationalisme og den sociale udvikling i riget skabte megen spænding, og dette skulle sidenhen komme til udtryk i Martsrevolutionen i 1848. Den voksende arbejderklasse blev set mere som et politisk end et socialt problem.
Opkomsten af liberalismen skulle vise sig at blive en ulempe for Metternich og Ferdinand. Liberale tanker kom fra aristokratiet og middelklassen, og især dissensen fra middelklassen var udtalt.